# مونته فینو
مونته فینو (به ایتالیایی: Montefino) یک کومونه در ایتالیا است که در استان تیرامو واقع شده‌است.

## خصوصیات
مونته فینو ۱۸٫۴۷ کیلومترمربع مساحت و ۱٬۱۸۴ نفر جمعیت دارد و ۳۵۲ متر بالاتر از سطح دریا واقع شده‌است.